# Unsealed Alien Files
Unsealed Alien Files este un serial de televiziune documentar american din 2013. A fost transmis în premieră de rețeaua americană The CW Television Network începând cu  22 septembrie 2012. Sunt prezentate interviuri cu mai mulți ufologi cum ar fi Bill Birnes, Antonio J. Paris, Rob Simone, Tom Durant, Steve Bassett, Nick Pope, John Burroughs. De asemenea, serialul investighează recentele documente guvernamentale americane despre extratereștri și incidente OZN care au fost accesibile publicului începând cu 2011 prin intermediul FoIA.

## Episoade

### Sezonul I
1. Alien Encyclopedia
2. Cracking the Alien Code
3. UFO Portal L.A.
4. Aliens and the Vatican
5. Aliens on the Moon
6. Alien Plagues
7. Secret Alien Tech
8. Top 10 Alien Plots
9. Alien Implants
10. Nazis and UFOs
11. Aliens Among Us
12. Solway Firth Spaceman
13. Aliens and Presidents
14. Alien Gods of Egypt
15. Top 10 Alien Plots
16. Life on Mars
17. Men in Black
18. Aliens and the Military
19. Roswell and Area 51
20. Forbidden Places
21. British X-Files
22. Alien Hot Spots

### Sezonul al II-lea
1. The Majestic 12
2. The Kecksburg Incident
3. Unidentified Submerged Objects
4. The Laredo Incident
5. Soviet UFOs
6. Fatal Encounters
7. Aliens and Civilizations
8. Plunder
9. Bedroom Invaders
10. Alien Messages
11. Blackouts (Pene de curent)
12. Alien Earth
13. Earth Federation
14. The World Grid

## Vezi și
- Extratereștri antici
- Listă de filme și seriale documentare despre ufologie

## Legături externe
- Site-ul oficial
- Unsealed: Alien Files  la IMDb
- Unsealed: Alien Files  Arhivat în 26 aprilie 2014, la Wayback Machine. la MSNEntertainemnt